# Schefflera angiensis
Schefflera angiensis är en araliaväxtart som beskrevs av Lilian Suzette Gibbs. Schefflera angiensis ingår i släktet Schefflera och familjen araliaväxter. Inga underarter finns listade.